# КВ-100
КВ-100 — опытный советский тяжёлый танк периода Великой Отечественной войны.

## История
Изготовление опытного образца было связано с проработкой вопроса о возможности установки на тяжёлый серийный танк более мощного оружия, чем 85-мм танковая пушка. Танк КВ-100 был создан и изготовлен в декабре 1943 года на базе серийного танка КВ-85 и отличался от него установкой в модернизированной башне 100-мм пушки С-34. В период с 22 по 28 января 1944 года проходил испытания. На вооружение не принимался из-за крупных недостатков установки вооружения и тесноты расположения экипажа в башне.